# Guidan Tawayé (Mayahi)
Guidan Tawayé (auch: Gidan Tawayé, Guidan Tawayé Dan Dadi, Guidan Taweyé Dan Dadi) ist ein Dorf in der Stadtgemeinde Mayahi in Niger.

## Geographie
Das von einem traditionellen Ortsvorsteher (chef traditionnel) geleitete Dorf befindet sich rund acht Kilometer südlich des urbanen Zentrums von Mayahi, der Hauptstadt des gleichnamigen Departements Mayahi, das zur Region Maradi gehört. Weitere Siedlungen in der Umgebung von Guidan Tawayé sind Kotaré im Nordwesten, Digaba im Nordosten, Zongon Oumara im Südosten und Mayada Rogia im Südwesten.
Guidan Tawayé ist Teil der Übergangszone zwischen Sahel und Sudan. Die durchschnittliche jährliche Niederschlagsmenge beträgt hier zwischen 400 und 500 mm. Südlich des Dorfs erhebt sich der 425 m hohe Hügel Guiéza Magajia.

## Bevölkerung
Bei der Volkszählung 2012 hatte Guidan Tawayé 3119 Einwohner, die in 364 Haushalten lebten. Bei der Volkszählung 2001 betrug die Einwohnerzahl 2263 in 281 Haushalten und bei der Volkszählung 1988 belief sich die Einwohnerzahl auf 1313 in 176 Haushalten.
Die Bevölkerungsdichte in diesem Gebiet ist für nigrische Verhältnisse hoch.

## Wirtschaft und Infrastruktur
Das Gebiet der Ebenen im südlichen Teil der Region Maradi, in dem Guidan Tawayé liegt, ist von einer anhaltenden Degradation der ackerbaulichen Flächen gekennzeichnet, die mit der hohen Bevölkerungsdichte in Zusammenhang steht. Bei der Siedlung verläuft eine Transhumanz-Route.
In Guidan Tawayé ist ein Gesundheitszentrum des Typs Centre de Santé Intégré (CSI) vorhanden. Es gibt eine Schule. In der Nähe des Dorfs führt die 48,7 Kilometer lange Landstraße RR4-006 zwischen Kotaré und Aguié vorbei.

## Persönlichkeiten
- Chaïbou Néino (1964–2020), Museumsleiter